# Gerard (hrabia Boulogne)
Gerard (ur. ok. 1140, zm. w 1181 lub 1182) – hrabia Boulogne poprzez małżeństwo z hrabiną Idą od 1181.

## Życiorys
Gerard był najstarszym synem hrabiego Geldrii Henryka I i Agnieszki, córki Ludwika II, hrabiego Arnsteinu. Miał być współrządcą swego ojca. W 1181 poślubił hrabinę Boulogne Idę, córkę Mateusza I z rodu hrabiów Flandrii i hrabiny Boulogne Marii, córki króla Anglii Stefana z Blois. Wkrótce potem zmarł bezpotomnie.